# A kísértethajó
A Red Sky At Morning az Odaát című televíziós sorozat harmadik évadjának hatodik epizódja.

## Cselekmény
Mialatt úton vannak, Dean kérdőre vonja öccsét, hova tűnt egy töltény a Coltból. Sam végül kénytelen elárulni, hogy megölte a kereszteződésben lévő démont, ám ennek ellenére Dean alkuja még él, mivel valaki mással kötött üzletet. 
A fivérek Massachusetts egyik kikötővárosába érkeznek, ahol a helyi legenda szerint 37 évente egy matróz szelleme embereket öl, akik haláluk előtt egy háromárbócú, régi klipper hajót látnak. Deanék nyomozóknak adják ki magukat, így beszélnek az egyik megfulladt áldozat nagynénjével, Ms. Case-el, akinek látszólag igen megtetszik Sam. 
Dean Impaláját később elvontatják, ráadásul egy nem kívánt személy, Bela is feltűnik a környéken, állítása szerint idős hölgyeknek ad el természetfeletti holmikat. 
Újabb fulladásos haláleset történik a városban, később pedig az áldozat testvére is hasonló halált hal. Winchesterék nem tudnak összefüggést találni az esetek között, Bela azonban kinyomozza, mi áll a háttérben és megosztja azt a fiúkkal: 1859-ben az Espirito Santo nevű angol kereskedőhajón egy matrózt árulás vádjával a kapitány, a bűnös bátyja felakasztott, a férfi szelleme pedig 37 évente visszatér, hogy olyan embereket öljön meg, akik rokonuk vérét ontották. Mivel a matróznak annak idején akkori szokásokhoz hívően levágták az egyik kezét, valószínűleg azt kell megsemmisíteniük a kísértet elpusztításához, a kezet azonban jelenleg egy fokozottan védett múzeumban őrzik. 
Bela és a két fivér Ms. Case segítségével bejut a keresett múzeum jótékonysági báljára, ám ezért Samnek egész este mulatozni kell az idős hölggyel. Bela és Dean ez idő alatt egy jó trükkel átjutnak a biztonsági őrségen, majd miután Dean megszerezte a kezet, mindannyian távoznak a helyszínről. 
Miután Bela és Ms. Case különvált, Dean észreveszi, hogy a kéz eltűnt a zsebéből, valószínűleg Bela szokásához híven ellopta. Winchesterék így összepakolnak, hogy tovább induljanak, ám ekkor betoppan Bela, és a segítségüket kéri, ugyanis ő is látta azt a bizonyos hajót, a matróz kezét pedig a feketepiacon már eladta. Dean és Sam hosszas megfontolás után elhatározzák, segítenek a lánynak, aki a fiúk kíváncsiskodása ellenére azonban nem árulja el, hogy kivel végzett családjából, hogy megjelent neki a hajó. 
A háromfős csapat egy helyi temetőbe megy, ahol mialatt a kísértet Bela életére tör, Sam megidézi az Espirito Santo kapitányának szellemét. Mikor a matróz és annak bátyjának szelleme találkozik, a két kísértet megsemmisül, Bela fuldoklása pedig abbamarad.
A lány másnap 10 ezer dollárral jutalmazza meg a fiúkat, amiért megmentették, majd útnak indul, később pedig a fivérek is követik a példáját… 

## Természetfeletti lények

### Szellemek
A szellem egy olyan elhunyt ember lelke, ki különös halált halt, és lelke azóta az élők közt kísért, általában egy olyan helyen, mely fontos volt az illetőnek földi életében. Szellemekből sok van: kopogószellem, bosszúálló szellem, vagy olyan szellem, mely figyelmezteti az embereket egy közelgő veszélyre.

### Felakasztott matróz szelleme
1859-ben az Espirito Santo nevű hajó egyik 37 éves matrózát árulással vádolták meg, majd később felakasztották. Az ítéletet a matróz bátyja hajtotta végre, aki ennek a hajónak a kapitánya volt, a holttest kezét pedig az akkori szokásokhoz híven levágták, mely évszázadokkal később egy tengerészeti múzeumba került. 
A matróz szelleme azonban visszatért a túlvilágról, és bosszút esküdött azok ellen az emberek ellen, akik rokonuk vérét ontották: 37 évenként feltűnt Massachusetts egyik kikötőjében, és megfojtotta áldozatait. 
A kísértetet két módszerrel lehetett elpusztítani: vagy meg kellett semmisíteni a halálakor levágott kezet, vagy előtte meg kellett idézni bátyja szellemét, aki annak idején megölte.

### Espirito Santo kapitányának szelleme
A kapitány az 1850-es években volt az Espirito Santo nevű hajó kapitánya, melyen öccse matrózként szolgált. Mikor öccsét árulás vádjával kivégzésre ítélték, a kapitányra hárult a feladat, hogy felakassza fivérét, melyet meg is tett. 
A matróz szelleme azonban visszatért, hogy embereken álljon bosszút haláláért, a kísértetet pedig csak régen levágott kezének megsemmisítése, vagy bátyja szelleme tudta megfékezni.

### Espirito Santo kísértethajó
Az Espirito Santo egy angol 3 árbócú klipper szállítóhajó volt az 1850-es években, melyen 1859-ben árulás vádjával a kapitány kivégezte saját öccsét, aki matrózként szolgált a fedélzeten. Később a hajó Massachusetts partjainál elsüllyedt, ám 37 évente visszatért kísérteni, hogy halálómenként figyelmeztesse az embereket, hogy a felakasztott matróz szelleme gyilkolni készül. Mikor a matróz kísértete hosszú idők után megsemmisült, a szellemhajó is meg szűnt létezni a partoknál.

## Időpontok és helyszínek
- 2007. ősze – Massachusetts